# Potok Musulinski
Potok Musulinski – wieś w Chorwacji, w żupanii karlowackiej, w mieście Ogulin. W 2011 roku liczyła 91 mieszkańców.